# Георгиос Кондилис
Георгиос Кондилис (на гръцки: Γεώργιος Κονδύλης) е гръцки генерал и политик, министър-председател на Гърция. В началото на XX век участва в Гръцката въоръжена пропаганда в Македония под името капитан Занкас (Ζαγκάς).

## Биография
Георгиос Кондилис е роден в село Прусос, Евритания, Гърция. През 1896-1897 година участва като доброволец в гръцки корпус на Крит по време на Гръцко-турската война. През 1905 година е вече с чин подпоручик и заедно с Исидор Сидеров оглавява чета на гръцката пропаганда от 20 души в Костурско и Нестрамско. През 1907 година Георгиос Кондилис действа в Мариовско заедно с четите на Павле Илиев, Симо Стоянов, Петър Христов, Георгиос Воланис, Василиос Папас, Стоян Цицов и Трайко Браянов.
Участва в Балканските войни (1912-1913), по време на които е повишен в чин капитан. След 1915 година подкрепя Елефтериос Венизелос в борбата му с краля в 1916 година, присъединявайки се към Триумвирата, Временното правителство за национална защита. Успоредно с това е повишен в чин подполковник. Противопоставя се на възстановяването на монархията в 1920 година и бяга в Константинопол, където с други венизелисти организира „Демократическата защита“ (Δημοκρατική Άμυνα). Завръща се в Гърция след революцията от 1922 година и е повишен в чин генерал-майор. Участва в потушаването на роялисткия бунт от 1923 година, след което се оттегля от активна военна дейност и започва политическата си кариера.
През 1923 година е избран за депутат от листата на Гръцката демократическа партия, а по-късно основава Националата демократическа партия (Национална радикална партия от 1928 година). Между март-юни 1924 година е военен министър, а през август 1926 година сваля диктатора Теодорос Пангалос и заема поста на министър-председател на Гърция. В 1928 година е избран за народен представител от Кавала, а през 1932 година е повторно военен министър, а след проваления венизелистки бунт от март 1935 година фактически поема цялата власт в страната. С натиск сваля министър-председателя Панагис Цалдарис и притиска президента Александрос Заимис да го назначи на негово място. След това сваля президента, назначава плебисцит за възстановяването на Монархията и се самоназначава за регент, смятайки че ще може да контролира владетеля, както това прави Бенито Мусолини с Виктор Емануил II в Италия. Същата година Георгиос II се връща в Гърция, но до края на годината Георгиос Кондилис сдава министър-председателския си пост. На изборите от януари 1936 година участва заедно с Йоанис Ралис и успява да вкара 15 свои депутати в парламента. Умира на 1 февруари 1936 година в Атина от сърдечен удар.